# Batea carinata
Batea carinata is een vlokreeftensoort uit de familie van de Bateidae. De wetenschappelijke naam van de soort is voor het eerst geldig gepubliceerd in 1926 door Clarence Raymond Shoemaker.